# Wiktor Wasiljew
Wiktor Siergiejewicz Wasiljew (rus. Виктор Сергеевич Васильев, ur. 30 maja 1987 w Iżewsku) – rosyjski biathlonista. Dwukrotny mistrz świata juniorów, trzykrotny mistrz Europy w biathlonie. Zdobywca trzech medali na MŚJ oraz dziewięciu na mistrzostwach Europy. Reprezentant kraju w zawodach Pucharu Świata.
W sezonie 2008/2009, podczas zawodów w Chanty-Mansyjsku zadebiutował w zawodach PŚ, gdzie zajął sześćdziesiątą pozycję w sprincie. Znalazł się w kadrze A Rosji na PŚ 2009/2010. Swoje pierwsze punkty zdobył zajmując 25 lokatę w sprincie w Östersund. Jego dotychczasową najlepszą pozycją jest jedenaste miejsce w biegu indywidualnym w Pokljuce, 17 grudnia 2009 r.
Zwycięzca klasyfikacji generalnej Pucharu IBU w sezonach 2010/2011 oraz 2012/2013. W sezonie 2010/2011 zwyciężył także w klasyfikacjach sprintu oraz biegu na dochodzenie.

## Osiągnięcia

### Mistrzostwa świata juniorów
| 2005 Kontiolahti (Finlandia) | 1. miejsce (IN), 38. miejsce (SP), 27. miejsce (PU)                   |
| 2007 Martello (Włochy)       | 11. miejsce (IN), 31. miejsce (SP), 10. miejsce (PU), 7. miejsce (RL) |
| 2008 Ruhpolding (Niemcy)     | 6. miejsce (IN), 4. miejsce (SP), 3. miejsce (PU), 1. miejsce (RL)    |

### Mistrzostwa Europy
| 2006 Langdorf-Arberse (Niemcy) | 3. miejsce (IN), 1. miejsce (RL)                                      |
| 2007 Bansko (Bułgaria)         | 2. miejsce (IN), 9. miejsce (SP), 19. miejsce (PU), 1. miejsce (RL)   |
| 2008 Nove Mesto (Czechy)       | 15. miejsce (IN), 4. miejsce (SP), DNS (PU), 1. miejsce (RL)          |
| 2009 Ufa (Rosja)               | 1. miejsce (IN), 18. miejsce (SP), 8. miejsce (PU), 3. miejsce (RL)   |
| 2010 Otepää (Estonia)          | 5. miejsce (IN), 20. miejsce (SP), 26. miejsce (PU), 2. miejsce(RL),  |
| 2011 Ridnaun (Włochy)          | 13. miejsce (IN), 28. miejsce (SP), 17. miejsce (PU), 2. miejsce (RL) |
| 2012 Osrblie (Słowacja)        | 40. miejsce (IN), 21. miejsce (SP), 10. miejsce (PU)                  |

### Puchar Świata

#### Miejsca w klasyfikacji generalnej
| Sezon     | Miejsce |
| --------- | ------- |
| 2009/2010 | 40.     |

### Puchar IBU

#### Miejsca na podium
| Lp. | Dzień        | Rok  | Miejscowość          | Konkurencja                | Lokata | Pudła   | Czas biegu  | Strata  | Zwycięzca            |
| --- | ------------ | ---- | -------------------- | -------------------------- | ------ | ------- | ----------- | ------- | -------------------- |
| 1.  | 28 listopada | 2010 | Beitostølen          | Sprint na 10 km            | 2.     | 0+2     | 28:44.6 min | +34.2 s | Ilmārs Bricis        |
| 2.  | 9 stycznia   | 2010 | Nové Město na Moravě | Sprint na 10 km            | 3.     | 0+0     | 23:30.1 min | +31.0 s | Jewgienij Garaniczew |
| 3.  | 14 stycznia  | 2011 | Altenberg            | Sprint na 10 km            | 2.     | 0+0     | 25:18.9 min | +22.1 s | Thomas Frei          |
| 4.  | 15 stycznia  | 2011 | Altenberg            | Bieg pościgowy na 12,5 km  | 2.     | 0+0+1+0 | 35:46.0 min | +9.4 s  | Jewgienij Garaniczew |
| 5.  | 24 listopada | 2012 | Idre                 | Sprint na 10 km            | 3.     | 0+0     | 25:37.5 min | +30.2 s | Julian Eberhard      |
| 6.  | 5 stycznia   | 2013 | Otepää               | Bieg indywidualny na 20 km | 1.     | 0+1+0+0 | 52:45.7 min | –       | –                    |

#### Miejsca w klasyfikacji generalnej
| Sezon     | Miejsce |
| --------- | ------- |
| 2010/2011 | 1       |
| 2011/2012 | 66      |
| 2012/2013 | 1       |